# Kurt Hohensinner

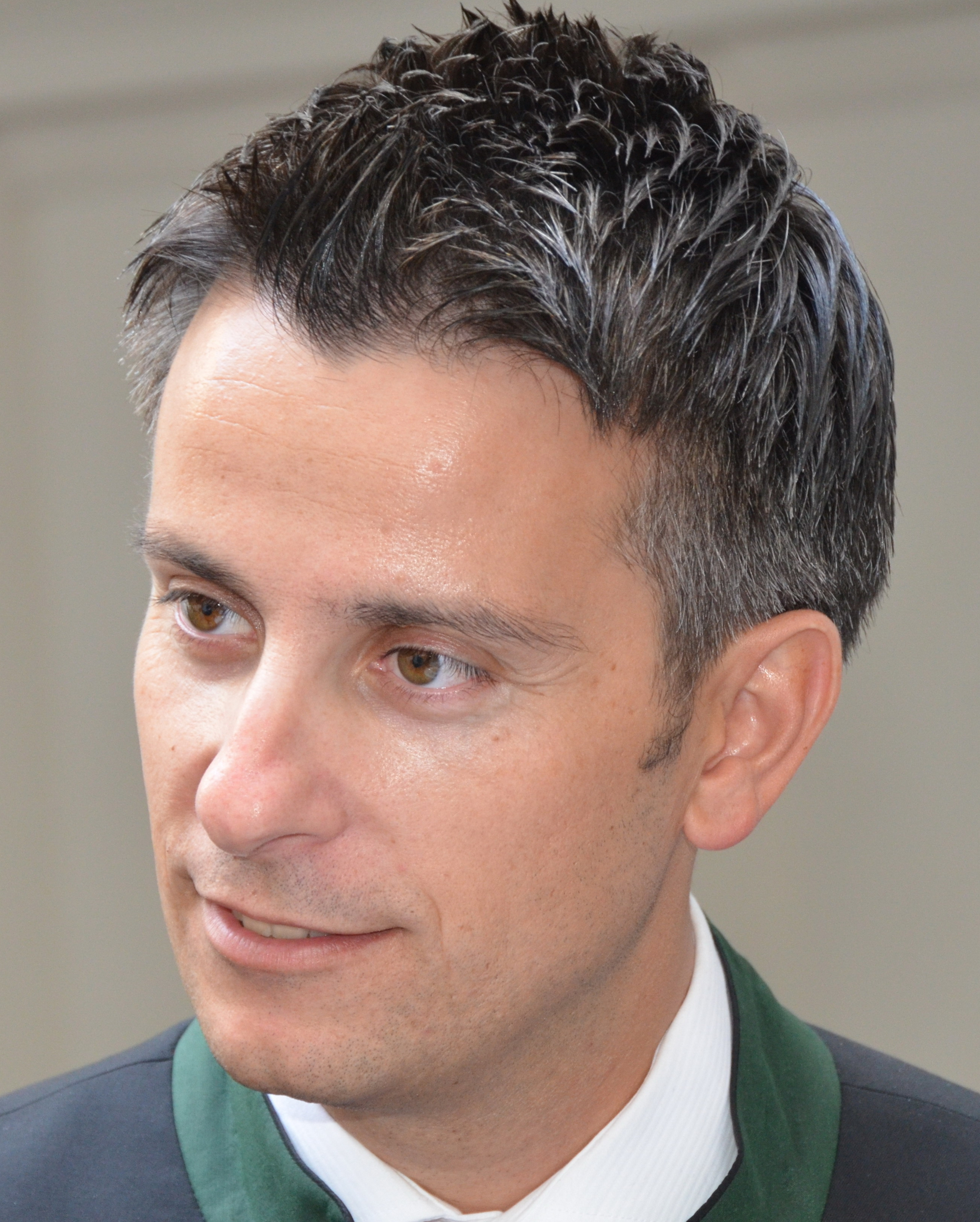
Kurt Hohensinner, 2013

Kurt Hohensinner (* 16. Mai 1978 in Graz) ist ein österreichischer Heilpädagoge und Politiker (ÖVP) und seit 2014 Grazer Stadtrat für Bildung, Integration und Sport. Seit 2021 ist er – als Nachfolger von Siegfried Nagl, der nach der Niederlage bei der Gemeinderatswahl 2021 von allen Ämtern zurücktrat – Stadtparteiobmann der Grazer ÖVP.

## Herkunft und Ausbildung
Kurt Hohensinner wuchs in seiner Geburtsstadt Graz auf. Er absolvierte die Fachschule für Sozialberufe (BMS) der Caritas in Graz, die Lehranstalt für Heilpädagogik in Graz und ist diplomierter Behindertenpädagoge. Er war seit 2001 Mitarbeiter im Freiwilligenmanagement der Lebenshilfe Graz und Umgebung –  Voitsberg und deren Koordinator. Darüber hinaus absolvierte er berufsbegleitend den Gesundheits- und Sozialmanagement-Lehrgang unter der wissenschaftlichen Leitung von Klaus Zapotoczky, den er im Jänner 2011 mit einem Master of Business Administration (MBA) abschloss. Seine Master-Thesis hat den Titel Freiwilliges Engagement im Sozialbereich.

## Politischer Werdegang
Hohensinner begann seine politische Laufbahn als Obmann der Grazer Schülerunion (1996–1998) und als Landesobmann der Steirischen Schülerunion (1998–2000). Weiters fungierte er als Vorstandsmitglied der „Grazer Stadtidee“ (2000–2007), Vorstandsmitglied im AFA Graz „Akademisches Forum für Außenpolitik“ (2003–2008), Obmann der Jungen Volkspartei Graz (2005–2011) und seit 2002 als Obmann des Studentenheimbetreibers „SFS“. Seit 2003 war er Gemeinderat der Landeshauptstadt Graz, seit 2008 stellvertretender Klubobmann der Grazer Volkspartei, seit 2010 Obmann der Kommunalpolitischen Vereinigung Graz, geschäftsführender Bezirksobmann der Andritzer Volkspartei und seit 2012 geschäftsführender Klubobmann der Grazer Volkspartei.

### Grazer Gemeinderat
Seit 21. Jänner 2013 war Hohensinner Klubobmann der ÖVP im Grazer Gemeinderat. Seine Arbeitsschwerpunkte als Gemeinderat waren das Schaffen besserer Rahmenbedingungen für Menschen mit Behinderungen, um ihnen ein selbstbestimmtes Leben zu ermöglichen, und diverse Angelegenheiten im Sozial- und Jugendbereich.

### Grazer Stadtrat

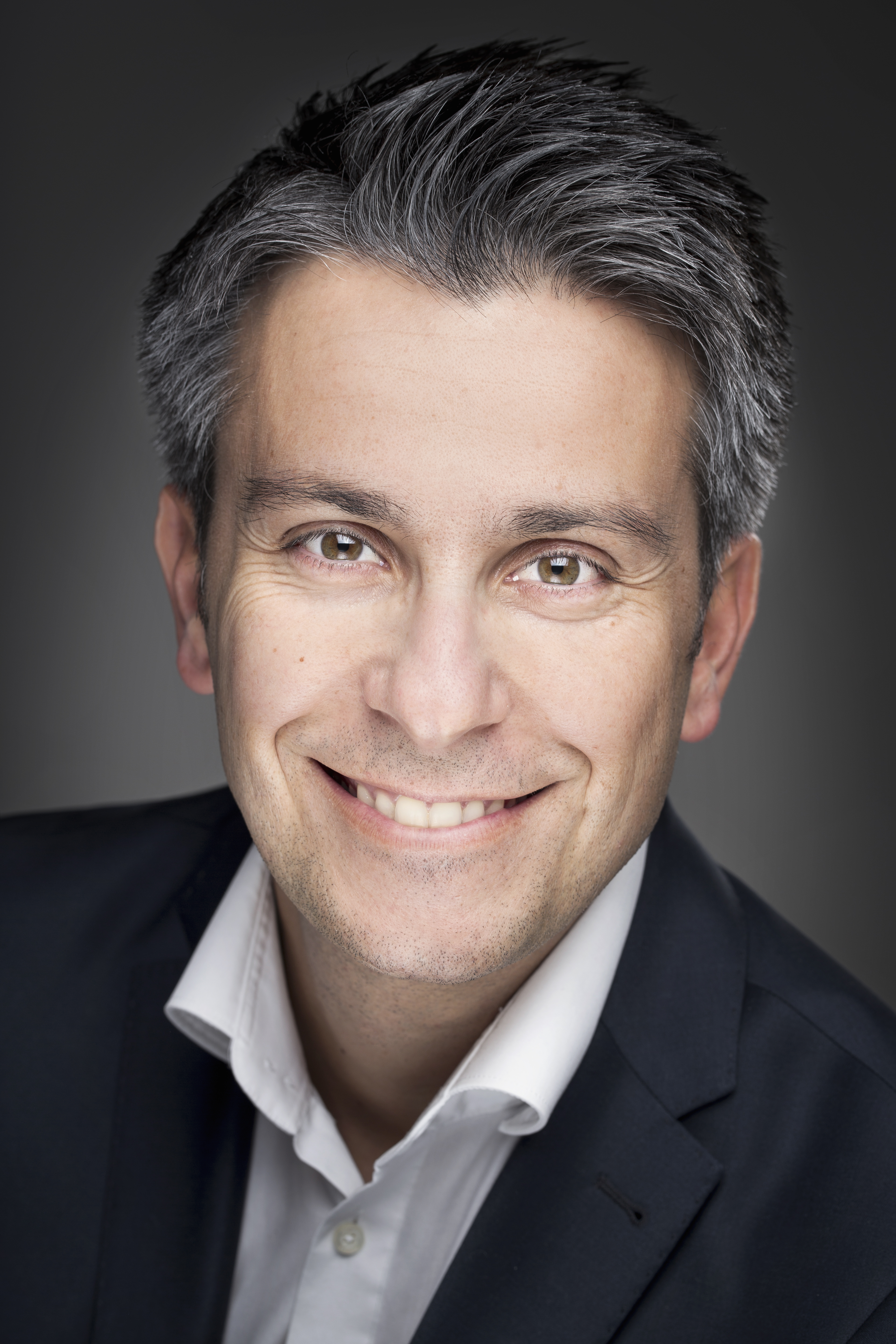
Kurt Hohensinner, 2014

Hohensinner wurde bei der Gemeinderatssitzung am 23. Jänner 2014 als Nachfolger von Detlev Eisel-Eiselsberg mit den Stimmen aller Parteien zum neuen amtierenden Stadtrat für Bildung, Integration und Sport gewählt und angelobt. Nach der Gemeinderatswahl im Februar 2017 – die einen großen Erfolg für die ÖVP brachte – übernahm Kurt Hohensinner zu seinen bisherigen Aufgaben auch die Bereiche Soziales, Senioren, Jugend und Familie.
Hohensinners politisches Ziel als Stadtrat ist es, Graz mit innovativen und wissenschaftlich evaluierten Konzepten sowie einer modernen Infrastruktur, die vor allem die Neugier und Motivation Lehrender und Lernender ständig am Glühen hält, zur Bildungsstadt Österreichs zu machen. Bildung soll mit Hilfe einer konstruktiven und jungen Politik in allen Lebensbereichen stattfinden. Integration kann nur über Bildung in allen Lebensbereichen gelingen. Spitzensportler brauchen für den Erfolg ein gutes Team – vom Coach bis zum Mentaltrainer. Sportsgeist bedeutet Teamgeist – auch beim Breitensport in Graz.
Hohensinner ist im Zusammenhang mit seiner Funktion als Stadtrat und den damit verbundenen politischen Verantwortungen besonders in folgenden Bereichen engagiert: Bildungsstrategie, Schulausbau, flexible Kinderbetreuung, Sprachförderung, Integrationsarbeit, Neue Wege in der Behindertenhilfe (Personenzentrierte Begleitung), Moderne Ansätze in der Sozialpolitik, Sportförderung, Ausbau der Sportinfrastruktur, Teacher’s Award sowie Projekte für das junge Graz.

### Stadtparteiobmann der Grazer Volkspartei
Nach der Gemeinderatswahl 2021 am 26. September gab Siegfried Nagl seinen Rücktritt als Bürgermeister bekannt. Hohensinner wurde in einer Sitzung des ÖVP-Parteivorstandes am 27. September 2021 als sein Nachfolger als Stadtparteiobmann der Grazer Volkspartei designiert, im März 2022 wurde er am Stadtparteitag zum Obmann gewählt.

### Weitere politische Projekte und Themen
Weitere politische Ideen Kurt Hohensinners sind Timesharingbüros, Jobtickets und günstige Ganzjahresnetzkarten für öffentliche Verkehrsmittel, faire Gemeindewohnungen, Startwohnungen für junge Menschen, eine Haftpflicht- und Unfallversicherung für alle Ehrenamtlichen, Ermöglichung der Bürgerbeteiligung bei Gemeinderatssitzungen und „Raum für Jugendliche“. Von ihm durch- und umgesetzt wurden gratis WLAN in der Grazer Innenstadt, „Citybeach Graz“, der Jugendgemeinderat Graz „ProACT“, die Verkehrsverbund-Nachmittagsbildungskarte, die „Kinderredoute“ in der Grazer Oper, eine Haftpflicht- und Unfallversicherung für alle Grazer Ehrenamtlichen, eine Freiwillige Feuerwehr für Graz (gegründet im September 2008), neue Freibädertarife und der Mobilitätsscheck.
Im November 2022 folgte ihm Karlheinz Kornhäusl als Grazer ÖAAB-Obmann nach.

### Graz-Miniaturen

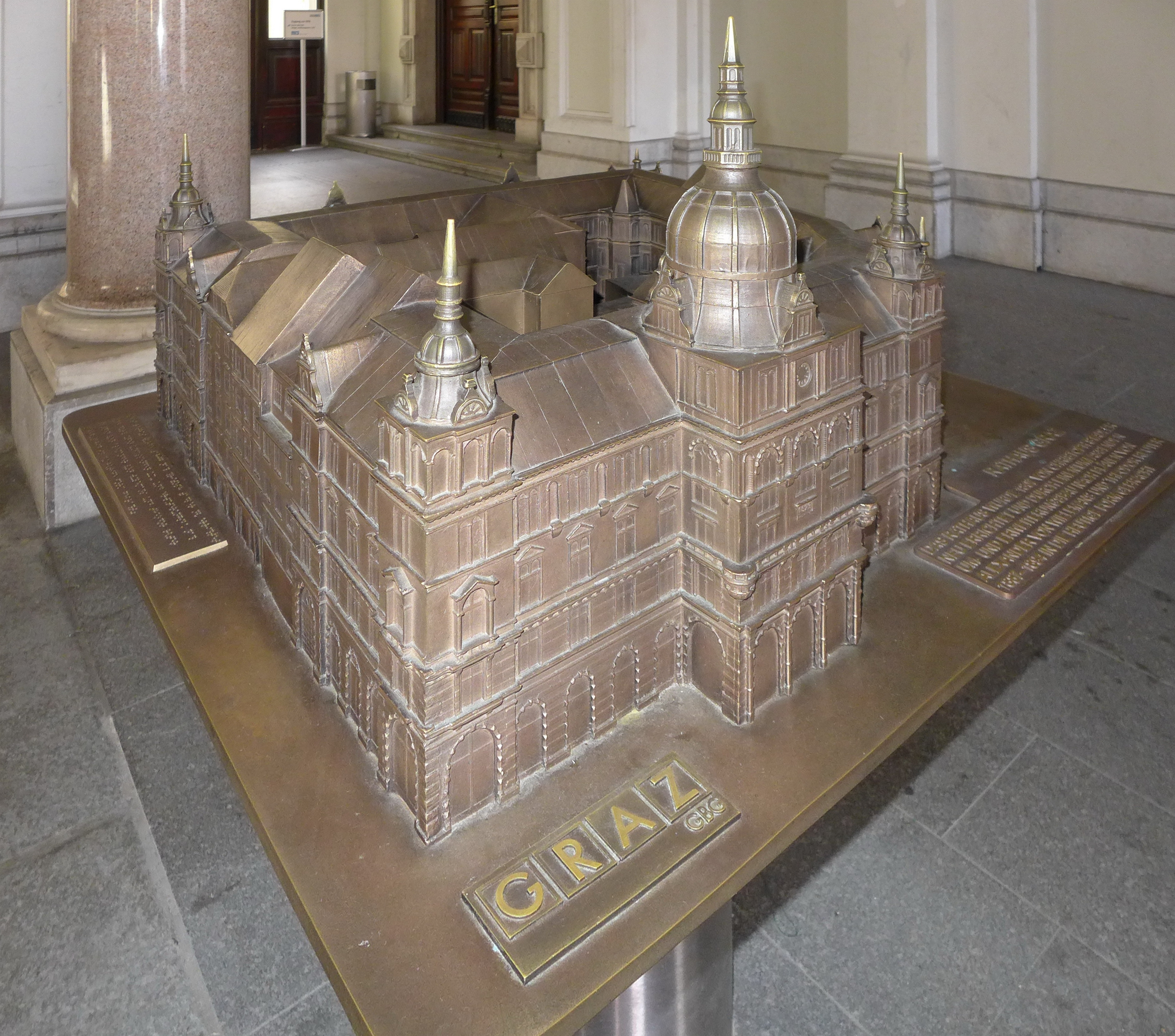
Grazer Rathausminiatur mit Braille-Beschriftung

Die Tastmodelle von einer Handvoll Grazer Bauwerken
- Uhrturm (2003)[28]
- Kunsthaus (2003)[29]
- Rathaus (2014)[30][31][32]
- Oper[33]
- Murinsel (von Langfingern entwendet)[34]
- Landhaus/Zeughaus (Kunststoff-3D-Druck)
- Dom (geplant?)

ab 2003 vor oder in diesen Gebäuden aufgestellt, gehen auf eine Initiative der damaligen ÖVP-Gemeinderäte Hohensinner und Alexander Ceh zurück.
Hohensinner brachte die Idee für die Graz-Miniaturen von einem Praktikum in den USA mit. Er hatte im Jahr 2000 im Rahmen eines Praktikums mit einer Gruppe behinderter Menschen das kalifornische Disneyland besucht. Micky Maus & Co wurden durch kleine Kunststoffpuppen, Sehenswürdigkeiten durch hölzerne Tastmodelle Sehbeeinträchtigten zum „Begreifen“ zur Verfügung gestellt.
Die Modelle sind typisch aus Bronze, detailreich und doch ohne scharfe Spitzen und Kanten ausgeführt. Vordergründig für sehbehinderte und blinde Menschen geschaffen, sind jedoch auch für Sehende attraktiv, da sie einen Blick von oben und einen raschen Überblick erlauben.